# Julie Snyder
Pour les articles homonymes, voir Snyder.
 (juillet 2018).
Julie Snyder, née le 6 août 1967 à Greenfield Park, dans la province de Québec au Canada, est une animatrice de télévision, productrice et femme d'affaires.
Parmi ses émissions à succès, on compte notamment : Sortir à TQS, L'enfer c'est nous autres à Radio-Canada, Le Poing J à TVA, Vendredi, c'est Julie sur France 2, Star Académie à TVA, L'Été indien à TVA, France 2 et TV5 Monde, Le Banquier à TVA et La semaine des 4 Julie sur Noovo.
Julie Snyder a réalisé, à ce jour, pas moins de 3000 entrevues.

## Biographie

### Études
Julie Snyder complète ses études secondaires au Collège Jean-Eudes, à Montréal, puis obtient ensuite un diplôme d'études collégiales en arts, lettres et communication au Collège Jean-de-Brébeuf, toujours à Montréal, en 1986.

### Débuts
Julie Snyder obtient son premier contrat en télévision à l'âge de 16 ans (1983) comme chroniqueuse à l'émission 13-16, diffusée sur la chaîne câblée québécoise TVJQ.
De 1986 à 1989, elle participe à titre de chroniqueuse à plusieurs émissions sur TQS dont Wow, Marguerite et Cie, Première et Top jeunesse, animée par Roch Voisine. Elle participe également à Vu de la terrasse, chez Radio-Canada
En 1990, elle anime sa première émission seule, Sortir, sur les ondes de TQS.
En 1992, elle fait son entrée à Radio-Canada avec l'émission L'enfer c'est nous autres. L'émission prend une pause en 1994 pour revenir en 1995 dans un format quelque peu remodelé. En 1996, elle y met volontairement fin.
En 1997, elle débarque à TVA où elle anime Le Poing J, un talk-show de fin de soirée quotidien dans lequel elle reçoit les artistes francophones les plus populaires de l'époque, Lors d’une entrevue en 1998, elle quitte le plateau du Poing J sous les applaudissements  du public afin d’essayer de faire taire le « jovialiste » André Moreau qui venait de déclarer, et de réaffirmer malgré les huées, que le condom n'était pas nécessaire pour ceux qui ne se sentent pas menacés.
En décembre 1999, après cinq cents émissions, Julie tire sa révérence.[réf. souhaitée]

### La France
En 2000, Julie Snyder décide de tenter l'aventure à la télévision française. À la suite d'une offre de France 2, elle présente, chaque vendredi de 18 h 30 à 20 heures l'émission Vendredi, c'est Julie, adaptation du Poing J. qui débute le 10 mars 2000, avec une semaine de retard, Julie Snyder s'étant blessé sur le tournage de la bande annonce. Elle devient la première québécoise à animer une émission en France.
Grâce aux premiers bons résultats d'audience de cette émission, il est décidé par Michèle Cotta, directrice générale de France 2, que la programmation de celle-ci passe d'hebdomadaire à quotidienne à partir de la rentrée, le 2 octobre.
Les audiences de la quotidienne sont dès le départ faibles (12 %), la concurrence du Bigdil sur TF1, du 19/20 sur France 3 et de Charmed sur M6 est trop forte. Dans une conférence de presse le 18 octobre, Michèle Cotta admet que « Julie Snyder a fait des débuts moins mirobolants que prévu ». Elle décide malgré tout de maintenir l'émission jusqu'à Noël pour lui donner sa chance.
L'audience se stabilise à 10 % de part de marché, ce qui est considéré comme un échec. Le 22 décembre, France 2 signifie l'arrêt de l'émission qui est remplacée par le précédent occupant de la case horaire, le jeu Qui est qui ? animé par Marie-Ange Nardi.

### Consécration québécoise
En 2001, Julie revient s'installer au Québec.
En 2003, elle effectue un retour en force en produisant la première saison de l'adaptation québécoise de Star Académie. Elle y anime les galas du dimanche soir sur les ondes de TVA. Cette émission bat des records de cotes d'écoutes dès la première saison. Elle continue de produire et d'animer la deuxième saison de Star Académie en 2004[réf. nécessaire].
Le 17 mai 2005, après une grossesse difficile, elle donne naissance à son premier enfant, Thomas Péladeau. Quelques mois plus tard, à l'automne, elle anime la troisième saison de la télé-réalité Star Académie. Une fois la saison terminée, elle en profite pour prendre du temps avec son enfant.
Entre janvier 2007 et mai 2017, elle anime l'émission Le Banquier à TVA, la version québécoise de Deal or No Deal, qui est regardée par deux millions de téléspectateurs en moyenne.
En juin 2008, elle annonce une quatrième saison de Star Académie, trois ans après la saison précédente. Elle annonce en janvier 2011 une cinquième saison de Star Académie qui est diffusée du 22 janvier 2012 au 25 mars 2012.
En 2014, Julie anime et produit les variétés L'Été indien, en compagnie de Michel Drucker, émission qui a été diffusée sur France 2, TVA et TV5 Monde. Avec des invités prestigieux de toute la francophonie et un plateau ambitieux, cet événement télévisuel a connu énormément de succès, autant en France qu’au Québec. Céline Dion, Cœur de pirate, Stromae, Patrick Bruel, Francis Cabrel, Mario Cyr, Xavier Dolan ne sont que quelques noms qui ont été reçus sur le plateau de L'Été indien,,,,,

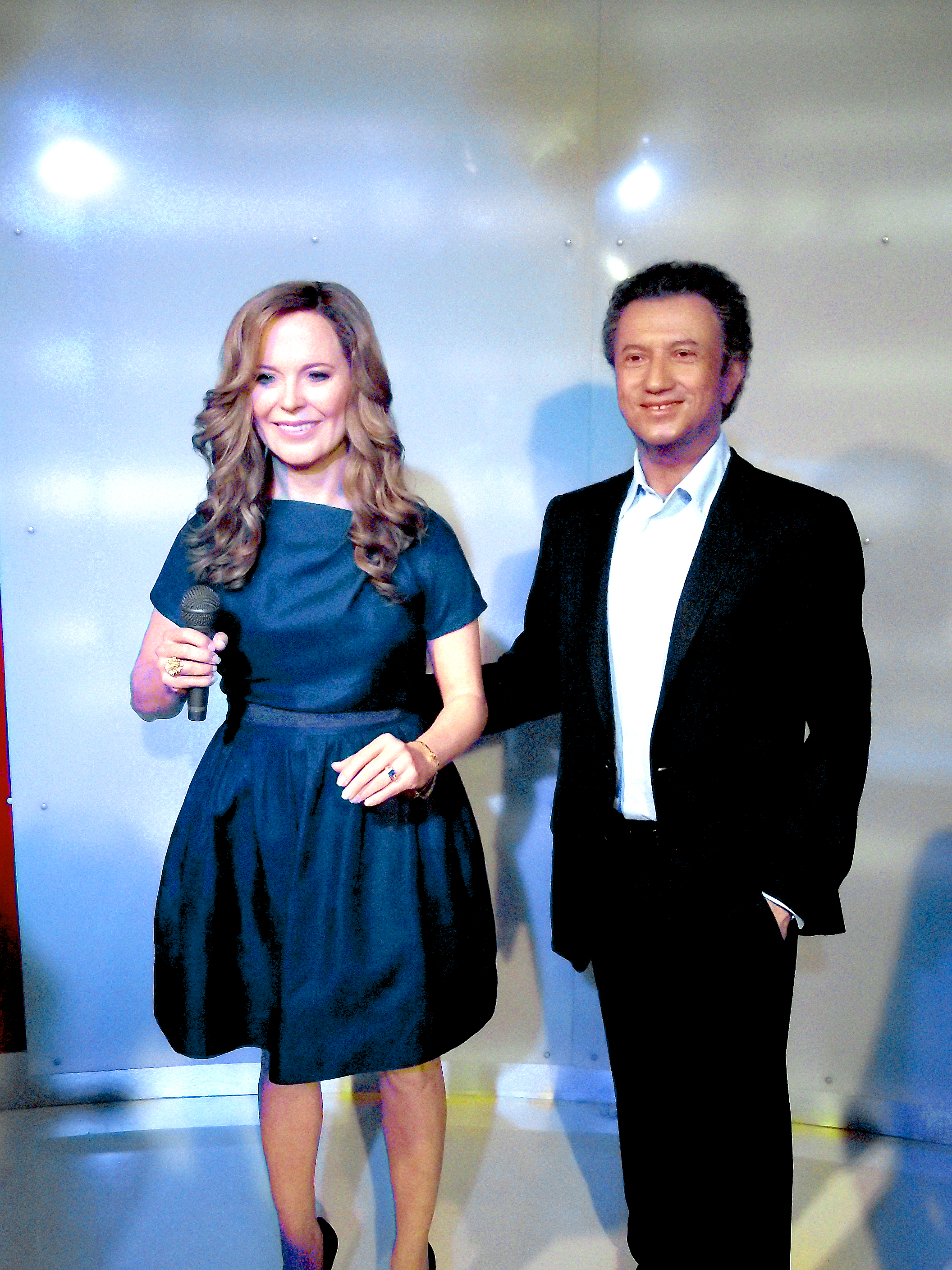
La statue de Julie Snyder au musée Grévin de Montréal.

En 2017, Julie Snyder apprend via Le Journal de Montréal que l'émission Le Banquier n'est pas reconduite dans la grille de TVA pour la saison suivante. La dernière émission est présentée le 21 mai de la même année. Toujours en 2017, ICI Première annonce que la présentatrice animera une émission de radio enregistrée aux Îles de la Madeleine, 5 à 7 aux Îles... avec Julie. Ce sera une première radiophonique pour l'animatrice. Elle annonce en juin que son premier invité sera le Premier ministre du Québec, Philippe Couillard.
À l'automne 2017, elle passe chez le réseau de télévision V et y produit une toute nouvelle mouture d'Occupation double. En septembre 2019, l'émission commençait sa troisième saison sur le réseau, en Afrique du Sud. En 2020, elle produit l'émission OD Chez nous et en, 2021, OD dans l'Ouest.
À l'hiver 2018, elle produit l'adaptation québécoise de l'émission américaine Randy Jackson Presents America's Best Dance Crew devenant Danser pour gagner. Présentée par Olivier Dion sur V, l'émission rencontre des résultats d'écoute en dessous des attentes,. Elle produit également deux autres émissions pour la chaîne généraliste, Phil s'invite et L'Open Mic de….
En 2018, Julie devient porte-parole pour DOvEE, en s'engageant à récolter un quart d'un million de dollars pour un projet de recherche du CUSM, ayant pour but de détecter le plus tôt possible le cancer des ovaires.

## Productions J

### Télévision
En 1997, elle fonde Productions J avec ses collègues Marie Côté et Jean Lamoureux, une compagnie de production télévisuelle,.
Cette compagnie est derrière de nombreuses émissions spéciales et DVD musicaux avec Céline Dion : Céline Dion… Sans attendre, Céline autour du monde ou 3 Boys and A New Show pour le Oprah Winfrey Network, entre autres,,,,.
Elle est également reconnue pour les variétés de Star Académie et La Voix, respectivement les adaptations québécoises de Star Academy et The Voice. Productions J a également créé de nombreuses émissions originales : Demandes Spéciales, Réal TV, Dans ma caméra, Accès Illimité… et Occupation Double, qui fait un retour sur les ondes de V durant l’automne 2017.
Elle anime sa propre émission de télévision sur Noovo, La semaine des 4 Julie, à partir du 6 janvier 2020. C'est un talkshow où elle reçoit de multiples invités,, incluant des personnalités comme le premier ministre du Canada, Justin Trudeauou la vedette américaine Ellen DeGeneres. Le 1er février 2023, Julie Snyder annonce la fin de l'émission, prévue pour le 6 avril 2023, après quatre saisons et 363 épisodes.
Au début de l'automne 2021, elle en dévoile un peu plus sur sa vie personnelle dans sa nouvelle émission Le Jour J diffusée sur les ondes de Canal Vie.

### Spectacles
La production télévisuelle de Star Académie a permis de développer une nouvelle expertise chez Productions J. La première édition de la tournée de Star Académie s’est classée numéro 1 au prestigieux Billboard. Il s'ensuit des tournées pour plusieurs artistes de la boîte : Wilfred LeBouthillier, Marie-Élaine Thibert, Annie Villeneuve, Émily Bégin, Marc-André Fortin, Maxime Landry, Jean-Marc Couture, Olivier Dion, Andréanne A. Malette, Valérie Carpentier, Kevin Bazinet, Geneviève Leclerc, Stéphanie St-Jean, Travis Cormier, Ludovick Bourgeois et Marie-Mai avec qui 12 représentations ont eu lieu au Centre Bell.
La société a également produit plusieurs spectacles avec des artistes français : Johnny Hallyday, Patrick Bruel, Michel Sardou, Véronique Sanson, Gad Elmaleh et ZAZ.
En 2018, elle fait venir la troupe internationale de danse, Royal Family à l'Olympia de Montréal. L'événement a attiré une foule de jeunes, fans de la troupe.

### Musique
Productions J est derrière plusieurs succès musicaux comme les albums de Star Académie, La Voix, Marie-Élaine Thibert, Grégoire, La série Montréal-Québec, Sophie Vaillancourt, Jean-Marc Couture, Mélissa Bédard, Marie-Mai, Joe Dassin et Hélène Ségara, Olivier Dion, La compagnie Créole, Yoan, Marc Dupré, Andréanne A. Malette, Tocadéo, François Lachance, etc.

## Récompenses
- Récipiendaire d'une douzaine de récompenses Canpro, Prix Gémeaux (4), Prix MetroStar et Prix Artis (6)[réf. nécessaire].
- 2003 : prix femme exceptionnelle de la Chambre de commerce du Montréal métropolitain[37]
- 2004 : prix Montfort pour la promotion de francophonie, remis par le gouvernement du Nouveau-Brunswick[38]
- 2012 : Patriote de l'année de la Société Saint-Jean-Baptiste[39]
- 2015 : Chevalier de l'Ordre national du Mérite[40].

## Vie privée

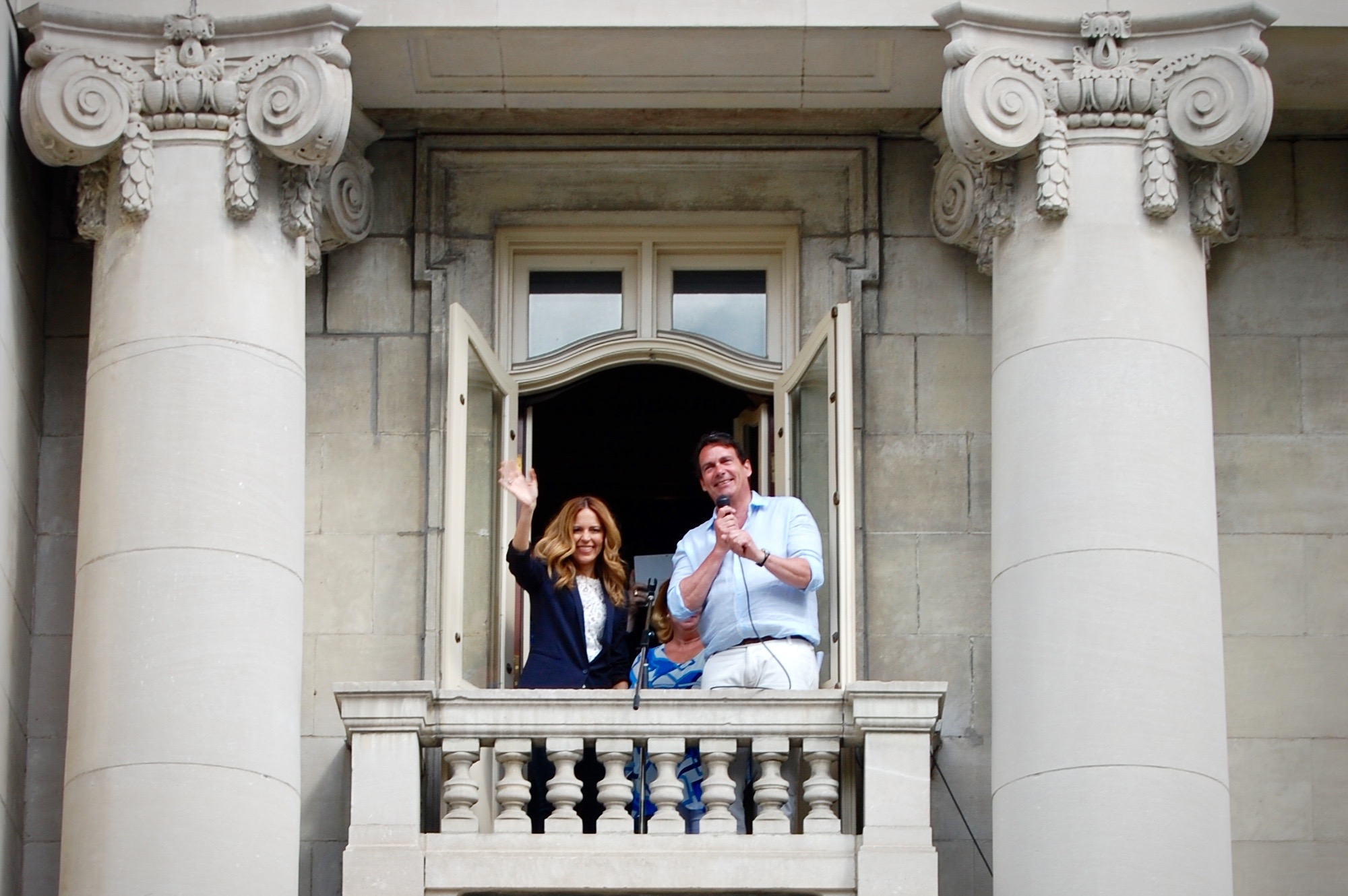
Julie Snyder et Pierre Karl Péladeau lors de la Fête nationale du Québec 2015 à Montréal.

De 2001 à 2016, Julie Snyder est en couple avec Pierre Karl Péladeau. Ensemble, ils ont deux enfants : Thomas, né le 17 mai 2005 et Romy, née le 19 octobre 2008. Le 10 janvier 2014, ils annoncent leur séparation puis se réconcilient au printemps 2014. Ils annoncent leurs fiançailles à l'automne 2014.
Leur mariage est célébré le 15 août 2015 à la chapelle du Musée de l'Amérique francophone. La cérémonie est officiée par Régis Labeaume, maire de Québec, devant 400 invités dont plusieurs dignitaires.
Le 25 janvier 2016, ils se séparent.